# Lecudina phyllochaetopteri
Lecudina phyllochaetopteri is een soort in de taxonomische indeling van de Myzozoa, een stam van microscopische parasitaire dieren. Het organisme komt uit het geslacht Lecudina en behoort tot de familie Lecudinidae. Lecudina phyllochaetopteri werd in 2010 ontdekt door Rueckert, Chantangsi & Brian S. Leander.